# Kup na Makedonija 2013/14
De Kup na Makedonija 2013/14 was het 22ste seizoen dat er werd gestreden om de nationale voetbalbeker in Macedonië, het tegenwoordige Noord-Macedonië. De eerste ronde van het bekertoernooi ging van start op 21 augustus 2013. De finale vond plaats op 7 mei 2014. De winnaar plaatste zich voor de eerste voorronde van de UEFA Europa League 2014/15.

## Achtste finales
Voor de achtste finales vonden er al twee rondes plaats. 
| Team 1                 | Tot.           | Team 2                     | 1e wedstr. | 2e wedstr. |
| ---------------------- | -------------- | -------------------------- | ---------- | ---------- |
| FK Vardar Skopje       | 2-2            | FK Metaloerg Skopje        | 0-1        | 2-1        |
| FK Turnovo             | 1-1 (n.s. 0-3) | FK Bregalnica Štip         | 1-0        | 0-1        |
| FK Teteks Tetovo       | 4-4 (n.s. 5-4) | FK Renova Čepčište         | 2-2        | 2-2        |
| FK Pelister Bitola     | 2-2 (n.s. 3-2) | FK Miravci                 | 2-0        | 2-0        |
| FK Rabotnički Skopje   | 6-1            | FK Novaci                  | 4-0        | 2-1        |
| FK Sileks Kratovo      | 1-1 (n.s. 7-8) | FK Drita Bogovinje         | 1-0        | 1-0        |
| FK Gostivar            | 2-4            | FK Napredok Kičevo         | 0-3        | 2-1        |
| FK Shkendija 79 Tetovo | 4-0            | FK Makedonija Ğorče Petrov | 2-0        | 2-0        |

## Kwartfinales
| Team 1             | Tot. | Team 2                 | 1e wedstr. | 2e wedstr. |
| ------------------ | ---- | ---------------------- | ---------- | ---------- |
| FK Bregalnica Štip | 3-2  | FK Shkendija 79 Tetovo | 2-1        | 1-1        |
| FK Pelister Bitola | 1-2  | FK Rabotnički Skopje   | 1-0        | 0-2        |
| FK Teteks Tetovo   | 2-1  | FK Napredok Kičevo     | 0-0        | 2-1        |
| FK Drita Bogovinje | 1-10 | FK Metaloerg Skopje    | 0-3        | 1-7        |

## Halve finale
| Team 1               | Tot.         | Team 2              | 1e wedstr. | 2e wedstr. |
| -------------------- | ------------ | ------------------- | ---------- | ---------- |
| FK Rabotnički Skopje | 2-2 (5-4 np) | FK Bregalnica Štip  | 2-0        | 0-2        |
| FK Teteks Tetovo     | 0-1          | FK Metaloerg Skopje | 0-0        | 0-1        |

## Finale
|                  |                                                |         |                     |                                                                                 |
| 7 mei 2014 20:00 | FK Rabotnički Skopje                           | 2 − 0   | FK Metaloerg Skopje | Philip II Arena, Skopje Toeschouwers: 1.000 Scheidsrechter: Dimitar Mečkarovski |
| 7 mei 2014 20:00 | Borče Manevski 45+3' (pen.) Petar Petrov 90+2' | Verslag |                     | Philip II Arena, Skopje Toeschouwers: 1.000 Scheidsrechter: Dimitar Mečkarovski |